# Šolta
Isla Šolta (en croata: otok Šolta) es una isla en Croacia. Está situada en el Mar Adriático, en el archipiélago dálmata central, al oeste de la isla de Brac, al sur de Split (separadas por el Canal de Split) y al este de las islas Drvenik (separadas por el canal Šolta). Su superficie es de 58,98 kilómetros cuadrados y tiene una población de 1.675 (en 2011).
El pico más alto de Šolta es la cumbre Vela Straža, que alcanza los 238 metros de altura. En la costa norte-oriental de la isla se encuentran las grandes bahías de Rogač y Nečujam. En la parte occidental del interior de Šolta hay un campo a unos 6 km de largo y 2 km de ancho.
La economía de la isla se basa en viñedos, olivos, frutales, pesca y el turismo. 